# 北関区
北関区（ほくかん-く）は中華人民共和国河南省安陽市に位置する市轄区。

## 行政区画
- 街道:紅旗路街道、解放路街道、灯塔路街道、豆腐営街道、洹北街道、彰東街道、彰北街道、民航路街道、曙光路街道
- 鎮:柏荘鎮